# 鈴木あや
鈴木 あや（すずき あや、1990年1月2日 - ）は、日本のファッションモデル、タレント。芸能事務所エーライツ所属。“すず”の愛称がある。

## 来歴・人物
埼玉県川口市出身。ギャル系雑誌『Ranzuki〔ランズキ〕』（ぶんか社）の専属モデルを4年8か月にわたって務めたのち、2012年1月から『EDGE STYLE〔エッジスタイル〕』（双葉社）へ移籍。2014年春に『EDGE STYLE』が休刊した後は『S Cawaii!』（主婦の友社）の専属モデルとなっている。
『Ranzuki』誌では通算42回・19回連続で表紙に登場するという、のちに“すず伝説”として語り継がれる記録を樹立した。
2012年には武藤静香のプロデュースによるアパレルブランド「Rady」のイメージモデルに細井宏美と並んで起用されるなどしている。
プロレスラーの美邑弘海はいとこ。
2019年1月11日に婚約を発表。同年5月23日に『テラスハウス BOYS & GIRLS IN THE CITY』に出演していたタレントでシェフの寺島速人と結婚したことをそれぞれのInstagramで報告した。
2023年6月9日、第1子出産を報告。

## 人物エピソード
- 明るい性格で非常に努力家。礼儀正しいと評判が良い。
- 仕事で一緒になったヘアメイクやスタイリスト、関係者などに後日お礼状を書くというエピソードでも知られており義理深い一面も。
- 長年所属している株式会社A-Lightの忘年会や納涼会に参加後の本人のブログやSNSでは「事務所に感謝している」「事務所が好きだ」という事務所愛に溢れる言葉が記されており、所属事務所との関係がとても良好だということがうかがえる。事実、モデルとして活躍している10代の時から移籍経験もなく同じ事務所に長く所属している。
- テレビ「ナカイの窓」では年収1000万円以上だということを暴露して話題になった。モデル以外にもテレビのバラエティ出演も多いが、昨今は舞台にも出演し堂々たる演技を披露した。

## 主な出演

### 雑誌
- EDGE STYLE（2012年3月号 - 2014年）[14][7]
- S Cawaii!（2014年6月号 - ）[7]
- Ranzuki（ - 2012年）

### テレビ番組
- ザ!世界仰天ニュース（2011年、日本テレビ）
- アカデミーナイト（2010年、TBS）
- 限定品コラボネーゼII（2010年、フジテレビ）
- あいまいナ!（2010年4月 - 、TBS）- セミレギュラー
- ありえへん∞世界（2010年、テレビ東京）
- 笑っていいとも!（2010年、フジテレビ）
- SmaSTATION!!（2010年、テレビ朝日）
- 王様のブランチ（2010年、TBS）
- めざましテレビ（2010年、フジテレビ）
- 758LABEL（2010年、中京テレビ）
- Will together〜ウィル・トゥギャザー〜（2011年7月 - 、テレビ神奈川） - リポーター
- 短歌de胸キュン（NHK教育テレビジョン）
- 観覧車回れよ回れ～モデルの短歌日記～（2013年12月31日 18:00～18:30 、NHK教育テレビジョン）
- 日本全国ご自慢列島 ジマング（2014年7月15日、フジテレビ）
- チャンネル生回転TV Allザップ!（2014年10月 - BSスカパー!）
- 水曜日のダウンタウン（2015年12月9日、TBS）

### ウェブテレビ
- ＃SHIBUYAbema（2016年 - 2017年、AbemaTV） - MC[15]

### 広告
- ブランド『COCOLULU』　イメージモデル
- ブランド『SBY』イメージモデル
- DHC『薬用ディープクレンジングオイル』 イメージモデル
- プリクラ機『盛りカワCUTIE』・『Day＆Night』　イメージモデル
- ブランド『Rady』 イメージモデル

### パチンコ
- CRラブ嬢プラス〜今夜も、ご延長の方はいかがなさいますか?〜（2013年、平和）[16]

### その他
- ミュージックビデオ：PENGIN「世界に一人のシンデレラ」（2009年9月2日リリース） - 鈴木がPENGINのファンという縁で、実母と一緒に出演
- ネット番組：TBS公式ネット番組「ギャルトーク天国」-レギュラー出演

## 発売作品

### DVD
- 鈴木あや VOL.1 すずの人気の秘密を探れ!雑誌撮影にも密着!バリバリお仕事編 navigated by JB （2010年12月15日、ポニーキャニオン）
- 鈴木あや VOL.2 すずのお部屋＆スッピン初披露!プライベート編 navigated by JB（2010年12月15日、ポニーキャニオン）